# مكافحة الحريق

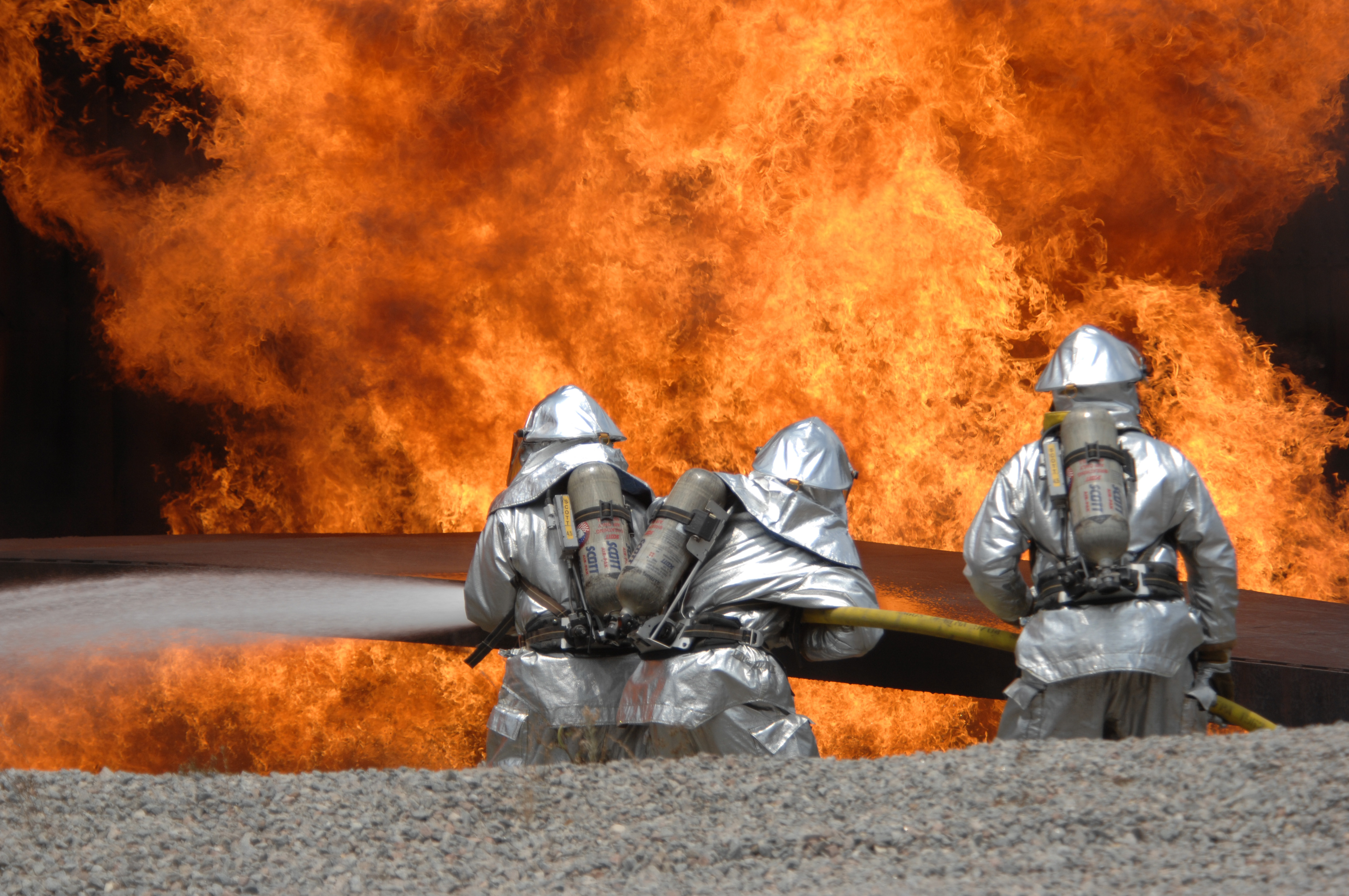
رجال القوات الجوية الأمريكية يطفئون حريقا أثناء تدريب ميداني.

مكافحة الحريق وإخماد الحرائق مجال برزت أهميته خصوصا في التجمعات الحضرية، من قبيل السلامة العامة. 

## التاريخ
عملت شركات خاصة على مكافحة حرائق روما قديما. وقد اندثر عديد المباني بسبب الحرائق عبر التاريخ.

## الإطفاء
- المطافي (سيارة مطافي، حوامة مطافي، إلخ - معدات إطفاء)
- نظم مكافحة الحرائق في المباني - باستعمال رشاشات الماء أو الرغوة إلخ